# Myliobatis goodei
Myliobatis goodei е вид хрущялна риба от семейство Орлови скатове (Myliobatidae).

## Разпространение и местообитание
Този вид е разпространен в Аржентина, Белиз, Бразилия, Венецуела, Гвиана, Колумбия, Коста Рика, Мексико (Кинтана Ро), Никарагуа, Панама, САЩ (Джорджия, Флорида и Южна Каролина), Суринам, Уругвай, Френска Гвиана и Хондурас.
Обитава крайбрежията на морета. Среща се на дълбочина от 1 до 130 m, при температура на водата от 8,1 до 21,5 °C и соленост 28,9 – 36,4 ‰.

## Описание
На дължина достигат до 1,3 m.